# César Fernández Moreno
César Fernández Moreno (n. en Buenos Aires el 26 de noviembre de 1919 - f. en París el 14 de mayo de 1985) fue un escritor argentino, destacado autor de la llamada "Generación del 40". Su padre Baldomero Fernández Moreno, fue un importante poeta argentino.

## Carrera
Se inició como poeta fuertemente influido por su padre Baldomero. Aunque fue miembro del Colegio Novecentista, se lo ubicó entonces en la "Generación del 40", de la cual también fue cronista. A partir de Veinte años después, rompió con los cánones formales de la generación neorromántica y se encaminó hacia su propia voz poética, de impronta coloquial y existencial.  Argentino hasta la muerte , obra que alcanzó la popularidad (7000 ejemplares vendidos)  consolidó esa etapa y se transformó en su clásico. Su poesía se siguió amplificando y enriqueciendo con una voz original cada vez más incisiva en lo político, a la luz de lo que el llamó su "segundo nacimiento latinoamericano", ocurrido en Cuba, donde pasó ocho años como funcionario y representante cultural de la Unesco. 
Fue antólogo y ensayista. Fundó la colección de poesía Fontefrida y las revistas literarias Contrapunto, Correspondencia y Zona. Se desempeñó también como crítico de cine de la revista Nosotros, y como colaborador en diversos medios: Diario La Nación, Revista Sur, Primera Plana y Diario Marcha, entre otros. 
Ejerció la carrera diplomática, trabajando en la UNESCO en París, en La Habana y como agregado cultural en París (cargo que ejercía al momento de su muerte).

## Obra
- Gallo ciego (1940). Prologado por su padre, Baldomero Fernández Moreno
- Romance de Valle Verde (1941).
- La mano y el seno (1941).
- El alegre ciprés (1941).
- La palma de la mano (1941).
- Veinte años después (1953).
- Introducción a la poesía (1962).
- Argentino hasta la muerte (1963).
- La realidad y los papeles (1967).
- Sentimientos completos (1982). Antología poética completa a la fecha.
- Obra poética (1999). Incluye textos inéditos.